# Коновод Юрій Миколайович
Ю́рій Микола́йович Коново́д (1964—2019) — молодший сержант Збройних сил України, учасник російсько-української війни.

## Життєпис
Народився 1964 року у місті Сєвєродонецьк. З дитинства мешкав у селі Ланна, 1981-го закінчив 10 класів Ланнівської ЗОШ. Його призвали на строкову службу, навчання проходив у «Десні». Почув, що формується група в Афганістан, подав добровільний рапорт — виявив бажання долучитися до контингенту радянських військ.
15 січня 1983 року вилетів до Афганістану. Служив до 1984-го, дислокувались у селищі Катиборг. Неодноразово брав участь у боях, зазнав поранення в ногу.
1989 року закінчив історичний факультет Полтавського педінституту, переїхав до смт Зачепилівка Харківської області. Працював вчителем історії України та всесвітньої історії в Зачепилівці, останнім часом у ліцеї.
З початком бойових дій добровольцем пішов на фронт. 29 серпня 2016-го розпочав службу за контрактом — у 53-й механізованій бригаді, молодший сержант, водій-електрик розвідувального взводу 1-го батальйону. У жовтні 2018 року контракт сплив, знову повернувся, вже у складі «Айдару» — до якого прийшов 15 березня 2019-го, молодший сержант.
23 квітня 2019 року загинув в обідню пору від кулі снайпера поблизу смт Південне: разом з товаришами зупинив переміщення ворожої піхоти — прикриваючи відступ, противник посилив обстріл ВОП з ВКК та снайперської зброї. Під час зміни позиції зазнав смертельного кульового поранення у груди.
26 квітня 2019-го похований у селищі Ланна (Карлівський район, Полтавська область)
Без Юрія лишилися дружина та двоє синів (старший син Станіслав — також військовослужбовець).

## Нагороди та вшанування
- Указом Президента України № 19/2020 від 21 січня 2020 року за «особисту мужність і самовіддані дії, виявлені у захисті державного суверенітету та територіальної цілісності України» нагороджений орденом За мужність III ступеня (посмертно)[4].